# Yano
Yano, właśc. Adriano Belmiro Duarte Nicolau (ur. 8 lipca 1992 w Saurimo) – piłkarz angolski grający na pozycji napastnika w Al-Ahly Trypolis.

## Kariera klubowa
Swoją karierę piłkarską Yano rozpoczął w klubie Progresso do Sambizanga ze stolicy kraju, Luandy. W 2011 roku zadebiutował w nim w pierwszej lidze angolskiej.

## Kariera reprezentacyjna
W reprezentacji Angoli Yano zadebiutował w 2012 roku. W 2013 roku został powołany do kadry na Puchar Narodów Afryki 2013.